# Heidi Montag

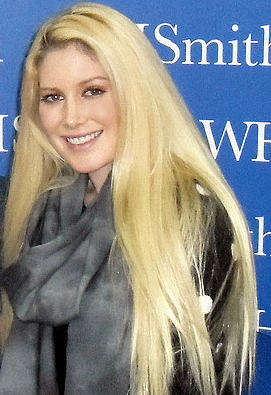
Heidi Montag (2013)

Heidi Blair Pratt, die als Künstlernamen ihren Geburtsnamen Heidi Montag verwendet, (* 15. September 1986 in Crested Butte, Colorado) ist eine US-amerikanische Reality-TV-Darstellerin und Sängerin. Bekannt wurde sie vor allem durch die MTV-Serie The Hills.

## Karriere als Fernsehstar
Montags Karriere begann mit einigen Kurzauftritten in der zweiten Staffel der MTV-Reality-TV-Show Laguna Beach – The Real Orange County an der Seite von Lauren Conrad. Durch ihre Freundschaft zu Conrad bekam Montag eine Hauptrolle in der Serie The Hills. Beide studierten am Fashion Institute of Design & Merchandising in Los Angeles, jedoch brach Montag ihr Studium im Frühjahr 2005 ab, um bei Bolthouse Productions zu arbeiten. Dort fing sie als Praktikantin an und arbeitete zuletzt als Eventplanerin.
2011 filmte sie mit 6 anderen Stars die Reality Show Famous Food für den Sender VH1.
2013 nahm sie mit ihrem Ehemann Spencer an Celebrity Big Brother in England teil. Die beiden zählten als ein Hausmitglied und belegten den zweiten Platz. 
2024 präsentierten Montag und Spencer in einer Folge der elften Staffel der US-amerikanischen Version von The Masked Singer einen Hinweis zur Identität der Kandidatin Poodle Moth (Chrissy Metz).

## Karriere als Sängerin
Am 16. August 2007 spielte Ryan Seacrest ein Lied namens Body Language in seiner Radioshow auf dem amerikanischen Radiosender KIIS-FM. Die Sängerin war Montag, und ihr Freund Spencer Pratt war mit einer Rapeinlage darauf zu hören. Entgegen einigen Gerüchten stellten Heidi und Spencer Pratt klar, dass dies nicht ihre erste Single werden würde.
Am 5. Februar 2008 wurde ihr Lied Higher (the Heidi Montag song) exklusiv auf iTunes zum Verkauf freigegeben. Zusätzlich war das Musikvideo zur gleichnamigen Single erhältlich, welches von Spencer Pratt gedreht wurde. Eine weitere Auskopplung aus ihrem ersten Album war die Single Overdosin’. In dem Song beschreibt Montag, dass sie eine Überdosierung an Liebe erfährt, dies wahrscheinlich von ihrem damaligen Freund und jetzigen Ehemann Spencer Pratt. Das Video zur Single wurde auch veröffentlicht, konnte jedoch nicht mal an die mäßigen Erfolge von Higher anschließen.
Am 29. April 2009 erschien ihr zweites Album Wherever I Am. Die Songtitel daraus lauten unter anderem Your Love Found Me, More Is More und Party Is Wherever I Am. Die erste Albumauskopplung ist der Song Blackout, dessen Videopremiere am 12. Mai 2009 stattfand. Das Video wurde während der Flitterwochen, wie auch schon die erste Single Higher von Ehemann Spencer Pratt, am Strand einer Hotelanlage in Mexiko gedreht.

## Weiteres

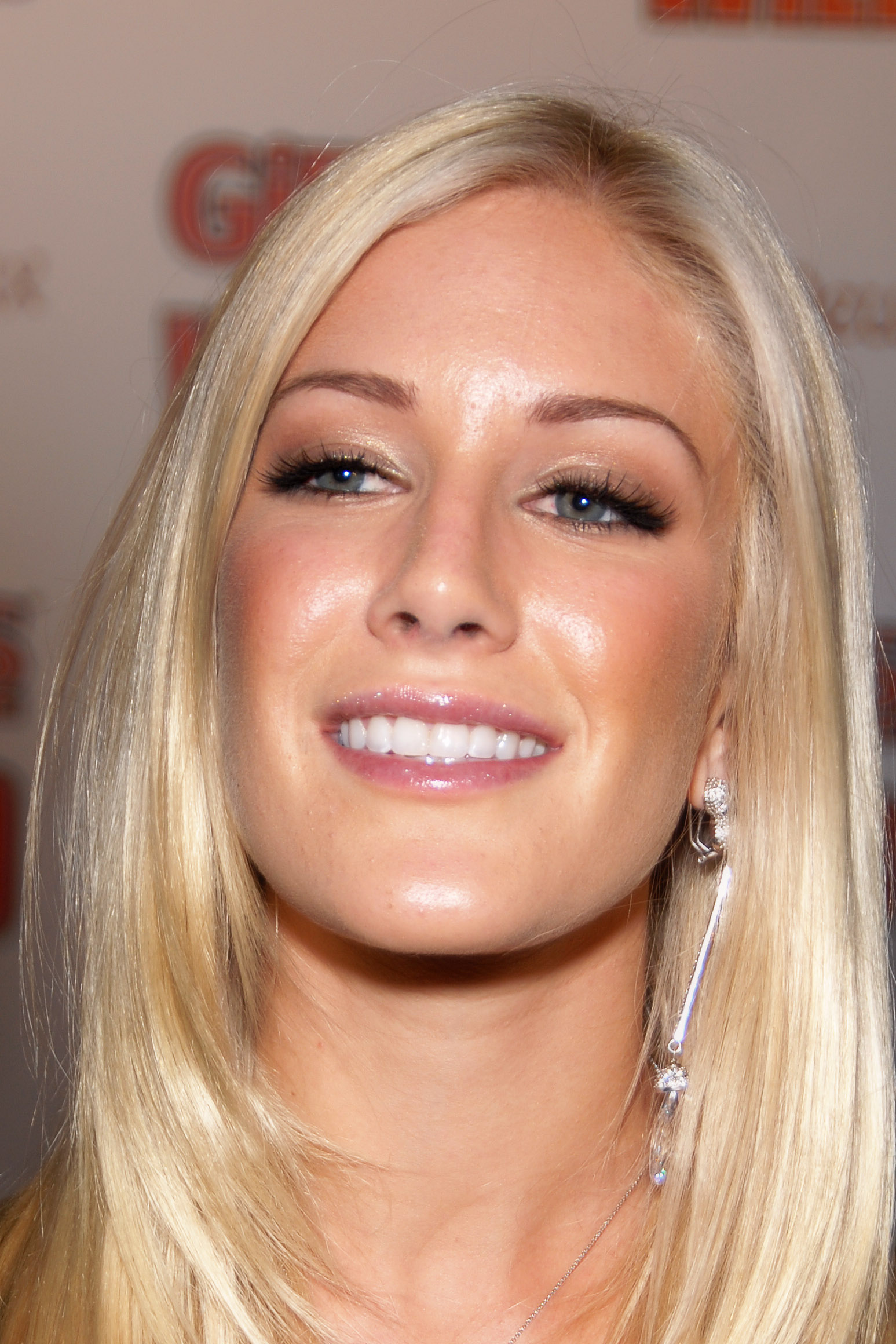
Heidi Montag (2008)

Während der Serie The Hills brachte Montag ihre eigene Modekollektion, genannt Heidiwood, heraus.
Am 3. März 2008 verunglückte ihr Stiefbruder Eric O’Hara im Alter von 24 Jahren bei einem Sturz von einem Hoteldach tödlich. Am 24. April 2009 heiratete sie in Kalifornien in der „Westminster Presbyterian Church“ ihren langjährigen Freund Spencer Pratt. Von Juli bis September 2010 erfolgte eine Beziehungspause. Anfang Juni nahmen sie gemeinsam an der US-Version des Dschungelcamp (I'm A Celebrity... Get Me Out Of Here!) teil. Heidi Montag musste die Show aufgrund gesundheitlicher Probleme vorzeitig verlassen.
Im Jahr 2007 unterzog sich Montag einer Nasenkorrektur und einer Brustvergrößerung. Im November 2009 ließ sie zehn weitere Schönheitsoperationen an nur einem Tag durchführen. Die Eingriffe und ihr neues Aussehen wurden zur Coverstory der Januar-Ausgabe des amerikanischen People-Magazins. Im Dezember 2010 erschien Montag auf dem Titelbild des Life & Style Magazins und enthüllte die Narben, die durch die Schönheitsoperationen verursacht wurden. Im Interview mit der Zeitschrift sagte Montag: „Teile meines Körpers sehen definitiv schlechter aus als vor der Operation. [...] Das ist nicht das, wofür ich unterschrieb.“
2011 hatte sie ihre erste kleinere Filmrolle in dem Film Meine erfundene Frau, nachdem sie zuvor 2009 eine kleine Nebenrolle in der 12. Folge der vierten Staffel von How I Met Your Mother hatte.